# Balabant
Balabant (azerbajdzjanska: Blaband) är en ort i Azerbajdzjan.   Den ligger i distriktet Lerik Rayonu, i den södra delen av landet, 220 kilometer sydväst om huvudstaden Baku. Balabant ligger 1 337 meter över havet och antalet invånare är 766.
Terrängen runt Balabant är kuperad åt sydväst, men åt nordost är den bergig. Närmaste större samhälle är Lerik, 4,2 kilometer norr om Balabant. 
Trakten runt Balabant består i huvudsak av gräsmarker. Runt Balabant är det ganska tätbefolkat, med 60 invånare per kvadratkilometer.